# Tetramethylpiperidid lithný
Tetramethylpiperidid lithný (zkráceně LiTMP nebo LTMP) je organická sloučenina se vzorcem C9H18LiN. Používá se jako nenukleofilní zásada, vlastnostmi je podobný bis(trimethylsilyl)amidu lithnému (LiHMDS).

## Příprava
LiTMP se připravuje deprotonací 2,2,6,6-tetramethylpiperidinu n-butyllithiem při −78 °C. Reakci lze také provést při teplotách okolo 0 °C. Sloučenina je stabilní jako roztok ve směsi tetrahydrofuranu s ethylbenzenem a lze ji zakoupit v této formě.

## Struktura
Podobně jako řada jiných organolithných sloučenin vytváří LiTMP shluky, v pevném skupenství jde o tetramer.